# It Ain't Me
Singles par Kygo
Carry Me
(2016) First Time
(2017)
Singles par Selena Gomez
Trust Nobody
(2016) Bad Liar
(2017)
It Ain't Me est une chanson du DJ norvégien Kygo et de la chanteuse américaine Selena Gomez, sortie le 16 février 2017. Le titre sert de premier extrait à l'EP Stargazing de Kygo.
Le titre connait un succès international, atteignant la 1re place en Norvège, la 2e place en Allemagne, Autriche, Belgique (Wallonie), Danemark, Irlande, et Suède, et se classant dans le top 10 de nombreux pays.

## Thème
Les paroles de la chanson traitent de la nostalgie, et d'une relation amoureuse ruinée par l'alcool.

## Liste des pistes
| 1. | It Ain't Me | 3:40 |

| 1. | It Ain't Me (Tiësto's AFTR:HRS Remix) | 3:12 |

## Utilisation dans les médias
La chanson est utilisée dans le dixième épisode de la série télévisée The Bold Type.

## Classements hebdomadaires
| Classements (2017)                      | Meilleure position |
| --------------------------------------- | ------------------ |
| Allemagne (Media Control AG)            | 2                  |
| Australie (ARIA)                        | 4                  |
| Autriche (Ö3 Austria Top 40)            | 2                  |
| Belgique (Flandre Ultratop 50 Singles)  | 4                  |
| Belgique (Wallonie Ultratop 50 Singles) | 2                  |
| Canada (Hot 100)                        | 2                  |
| Danemark (Tracklisten)                  | 2                  |
| Écosse (OCC)                            | 3                  |
| Espagne (PROMUSICAE)                    | 8                  |
| États-Unis (Hot 100)                    | 10                 |
| Finlande (Suomen virallinen lista)      | 3                  |
| France (SNEP)                           | 6                  |
| Irlande (IRMA)                          | 2                  |
| Italie (FIMI)                           | 8                  |
| Norvège (VG-lista)                      | 1                  |
| Nouvelle-Zélande (RMNZ)                 | 3                  |
| Pays-Bas (Nederlandse Top 40)           | 2                  |
| Pays-Bas (Single Top 100)               | 3                  |
| Portugal (AFP)                          | 4                  |
| Royaume-Uni (UK Singles Chart)          | 7                  |
| Suède (Sverigetopplistan)               | 2                  |
| Suisse (Schweizer Hitparade)            | 3                  |